# 오 하야트 베님
《오 하야트 베님》(튀르키예어: O Hayat Benim)는 2014년부터 2017년까지 방영된 터키의 텔레비전 드라마이다.